# Gustaf Olson
Gustaf Adolf Olson, detto Gösta (Linköping, 10 maggio 1883 – Stoccolma, 23 gennaio 1966), è stato un ginnasta svedese.

## Palmarès

### Olimpiadi
- Oro a Londra 1908 nel concorso a squadre.